# Hariulf d'Oudenbourg
Hariulf d'Oudenbourg également écrit Hariulphe, est un moine et un chroniqueur du XIIe siècle, né dans le Ponthieu vers 1060, et mort dans l'abbaye d'Audembourg, près d’Ostende, en 1143. 

## Biographie
Moine à l'abbaye de Saint-Riquier, Hariulf (Hariulfus) est célèbre pour avoir écrit le Chronicon centulense, ou Chronique de l'abbaye de Saint-Riquier (Ve siècle – 1104). Il est resté dans cette abbaye jusqu’en 1105, puis devint par la suite abbé d'Audembourg dans le comté de Flandre où il est mort. 

## Publications
- Extrait de la Chronique de l'abbaye de Saint-Riquier (Ve siècle – 1104) par Hariulf
- Hariulf, Chronique de l'abbaye de Saint-Riquier (Ve siècle – 1104), publiée par Ferdinand Lot (lire en ligne), Compte-rendu par Charles de La Roncière, dans Bibliothèque de l'École des chartes,1896, tome 57, p. 590-591